# بحر رمال ريبيانة
بحر رمال ريبيانة أو الريبيانة هو منطقة صحراوية رملية في القطاع الجنوبي الشرقي لـليبيا، تبلغ مساحته حوالي 65000 كم 2.

## الجغرافية
تقع منطقة بحر رمال ريبيانة في الجزء الغربي من الصحراء الليبية في منطقة الكفرة بمنطقة برقة. سُميت على اسم واحة بلدة ريبيانة الواقعة في نهايتها الشرقية.
جنبا إلى جنب مع بحر رمال كالانشيو وبحر الرمال الأعظم، يُعد بحر رمال ريبيانة جزءًا من الصحراء الليبية الكبرى.

## أنظر أيضًا
- ريبيانة
- الصحراء الليبية
- بحر الرمال كالانشيو
- بحر الرمال الأعظم